# 库乔韦
库乔韦，是阿尔巴尼亚培拉特州的一个市镇，成立于2015年政府机构改革中，由原四个市镇合并而成。行政中心为库乔韦镇。市镇面积为160.33平方公里，人口数量为31,262人（2011年）。合并前原库乔韦市镇在2011年人口普查中的居民数量为12,654人。